# Bầu cử thay thế

Một mẫu phiếu bầu cử thay thế

Chế độ bầu cử thay thế là chế độ bầu cử mà theo đó cử tri sẽ đánh dấu ứng cử viên mình lựa chọn theo thứ tự ưu tiên và kết quả sẽ được phân định bằng việc đếm số phiếu của các ứng cử viên theo thứ tự ưu tiên này. Người đắc cử theo chế độ bầu cử thay thế phải nhận được ít nhất 50% tổng số phiếu tại khu vực bầu cử của mình.
Chế độ bầu cử thay thế được sử dụng để bầu các thành viên của Hạ viện Úc, Tổng thống Ấn Độ, nghị sĩ của hội đồng lập pháp ở Ấn Độ, Tổng thống Ireland, Quốc hội Papua New Guinea, và Hạ viện Fiji. Nó cũng được sử dụng trong các cuộc bầu cử phụ Ireland để bầu cử và bầu các nghị sĩ cha truyền con nối cho Thượng Nghị viện Vương quốc Anh.